# Esteban Enderica
Esteban José Enderica Salgado (13 de octubre de 1990, Cuenca, Ecuador) es un nadador ecuatoriano.
Ha tenido una amplia trayectoria, haciéndose conocido a nivel nacional como a nivel internacional representando a su país, siendo su especialidad las pruebas de larga distancia.

## Carrera
Participó en las Olimpiadas de Londres de 2012.
Ganó la medalla de oro en los Juegos Panamericanos de Lima  2019, en la categoría de 10 km de aguas abiertas masculino en la Laguna Bujama, al sur de Lima, con un tiempo de 1 hora, 53 minutos y 46.7 segundos.